# 스트루가시

스트루가 시의 위치

스트루가시(마케도니아어: Општина Струга, 알바니아어: Komuna e Strugës)는 마케도니아 공화국 서부에 위치한 지방 자치체로 행정 중심지는 스트루가이며 면적은 483km2, 인구는 63,376명(2002년 기준)이다. 남쪽으로는 오흐리드호, 동쪽으로는 데바르차 시, 북쪽으로는 첸타르주파 시, 서쪽으로는 베브차니 시, 알바니아와 접한다.